# Spy Arrow
Spy Arrow — французький розвідувальний безпілотний літальний апарат. Розроблений компанією Thales.

## Історія
У 2008 році компанія Thales презентувала безпілотник на виставці Eurosatory-2008.

## Випробування в Україні
Spy Arrow проходив випробування в Україні в рамках процесу відбору безпілотників для українського війська у 2014—2018 роках.
У Білій книзі—2015 було зазначено про закупівлю трьох комплексів Spay Arrow. Припускається, що йшлося або про Spy Arrow, або про Sparrow.